# ギラケル・エピソン
ギラケル・エピソン（Ngiratkel Etpison、1925年5月3日 - 1997年8月1日）は、パラオ共和国の政治家。1989年1月1日から1993年1月1日まで同国の大統領を務めた。

## 来歴
日本統治時代に公学校及び木工徒弟養成所を卒業し、現在のインドネシアのマカッサルに渡航した。帰島の途上、アメリカ軍の攻撃にあい、乗っていた船が沈没、九死に一生を得た。その後エピソンは、アメリカ軍に占拠されたペリリュー島奪還のための義勇兵となった。
1945年、日本製の捨てられた発電機を使ってアイスキャンディーを作る事業を始めた。これが後の企業集団「NECOグループ」であり、エピソンはパラオ有数の事業家となった。1970年代には、同国で最初の旅行業と観光業を始め、1984年にはパラオで最も贅沢なビーチリゾートホテルであるパラオ・パシフィック・リゾートを東急不動産の協力の下、オープンさせた。

### 政治家として
エピソンは、前のサリー政権関係者に擁立される形で大統領選挙に立候補し、当選を果たした。
エピソンは、副大統領以下の閣僚に実務を任せ、政治・行政の経験を積ませた。当時の副大統領はクニオ・ナカムラであり、後にナカムラが大統領としての手腕を発揮する上で大きな糧となった。

## その他
- エピソンは戦後、事業家としての道を歩んだため、日本統治下の教育のみを受けた唯一のパラオ大統領となっている（他の歴代大統領はアメリカ統治下の教育を何らかの形で受けている）。
- 1999年、エピソンを記念した博物館として「エピソン博物館」がコロール島に建てられた。